# Luci Quinti Cincinnat (tribú consular 438 aC)
Luci Quinti Cincinnat (en llatí: Lucius Quinctius L. f. L. n. Cincinnatus) va ser un magistrat romà. Era fill de Cincinnat, formava part de la gens Quíntia i era de la família dels Cincinnats.
Va ser tribú amb potestat consolar l'any 438 aC. L'any següent va ser nomenat magister equitum del dictador Emili Mamerc. El 425 aC era elegit per segona vegada tribú consolar i segons Titus Livi encara ho va ser una tercera vegada l'any 420 aC.